# Pedro Lopes
Pedro Miguel Lopes Gonçalves, conegut com a Pedro Lopes, (Santo Estêvão, Lisboa, 12 de maig de 1982) va ser un ciclista portuguès, que fou professional des del 1996 fins al 2010. Del seu palmarès destaca els dos Campionats nacionals en ruta de 2008 i 2011.
El 2004, se li va retirar el Campionat nacional en ruta en donar positiu per corticoesteroide en un control. El 2011, va ser suspès per dopatge, amb quinze anys, degut a ser reincident. És la major sanció aplicada, en cas de dòping, per un esportista portuguès.

## Palmarès
- 1995
  - Vencedor d'una etapa al Gran Premi Internacional Costa Azul
- 1998
  - Vencedor d'una etapa al Gran Premi Abimota
  - Vencedor d'una etapa a la Volta a Portugal
- 2000
  - Vencedor d'una etapa a la Volta às Terras de Santa Maria Feira
- 2002
  - Vencedor de 2 etapes al Gran Premi Abimota
  - Vencedor d'una etapa a la Volta a Astúries
  - Vencedor d'una etapa al Trofeu Joaquim Agostinho
- 2004
  -  Campió de Portugal en ruta
- 2005
  - 1r a la Volta a Tras os Montes e Alto Douro i vencedor d'una etapa
- 2009
  - Vencedor d'una etapa al Gran Premi Crédito Agrícola